# Pomona (Belize)
Pomona ist ein Ort im Stann Creek District von Belize. 2010 hatte der Ort 1730 Einwohner.

## Geographie
Der Ort liegt am Nordufer des North Stann Creek am Ostrand der Maya Mountains. Im Süden erstreckt sich der Mayflower Bocawina National Park und im Nordwesten der Billy-Barquedier-Nationalpark und das Manatee Forest Reserve.
Die nächstgelegenen Orte sind Mountain Valley Community und Alta Vista, sowie Steadfast im Westen und Melinda, beziehungsweise Hope Creek im Osten.

## Geschichte
In der Nähe befindet sich die Pomona Cave, in welcher archäologische Funde aus der Zeit der Maya gemacht wurden.
1913 importierten der Mediziner Smith Osborne Browne, der Manager Alfred Edward Vine (British Honduras Syndicate) und der Bananenplanter William Alexander Bowman 900 Pampelmusen-Pflanzen aus Florida und legten Plantagen in Sarawee und Pomona an. Das waren die ersten Zitrusplantagen in Belize.

### Verkehr
Der Ort liegt am Hummingbird Highway, der im Nordwesten über Armenia nach Belmopan führt un im Südosten nach Dangriga.
Von 1908 bis 1937 gab es die Stann Creek Railway, welche von Dangriga bis Middlesex verlief und an Pomona vorbeiführte.

## Wirtschaft

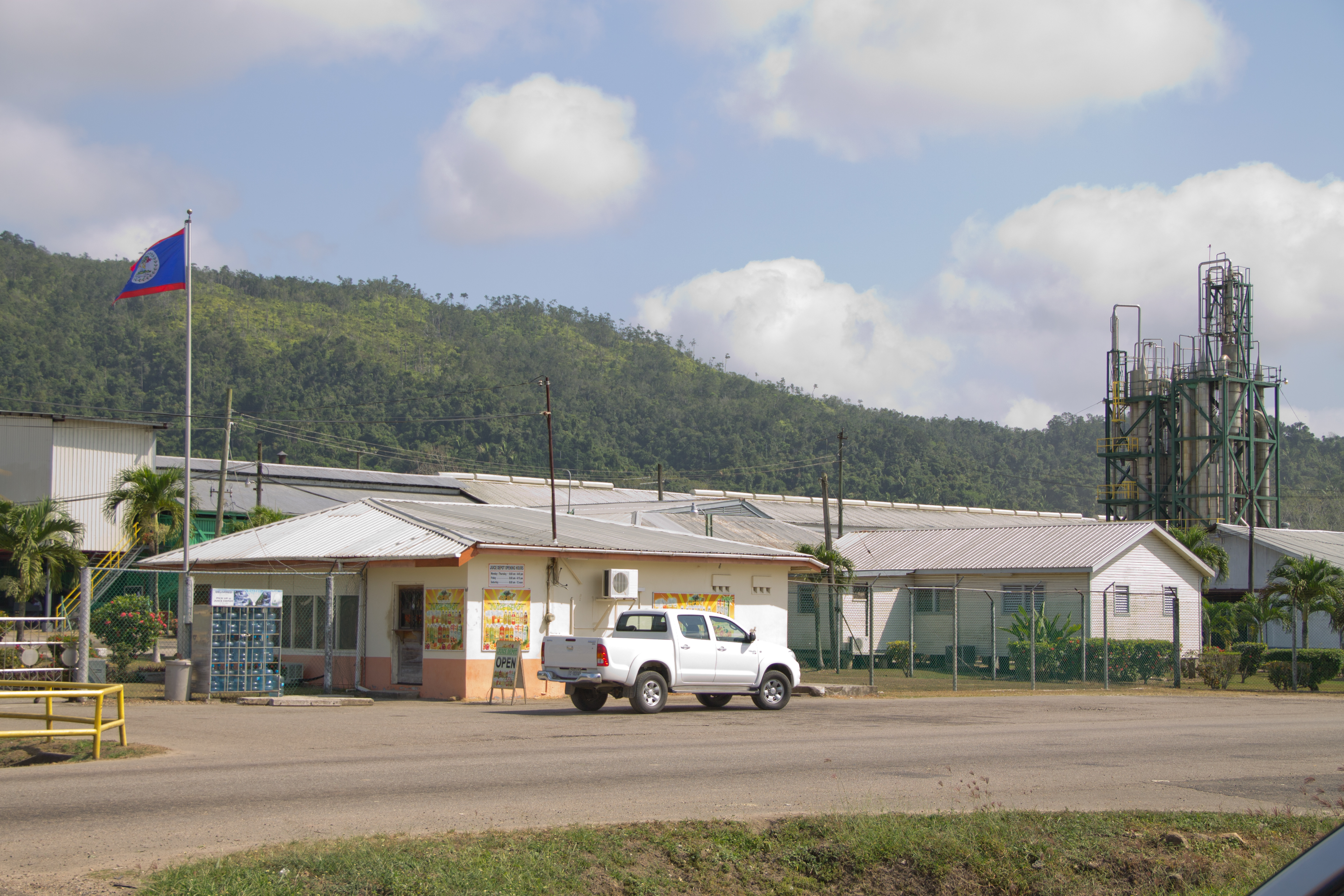
Fabrik für Zitrus-Produkte in Belize.

In der Umgebung von Pomona (dem so genannten Stann Creek Valley) werden in großem Umfang Zitrusfrüchte angebaut. Seit 1948 gibt es eine Fabrik in Pomona, die Zitrusfrüchte verarbeitet. Sie gehört zu dm Unternehmen Citrus Products of Belize Limited.